# Dundee Contemporary Arts

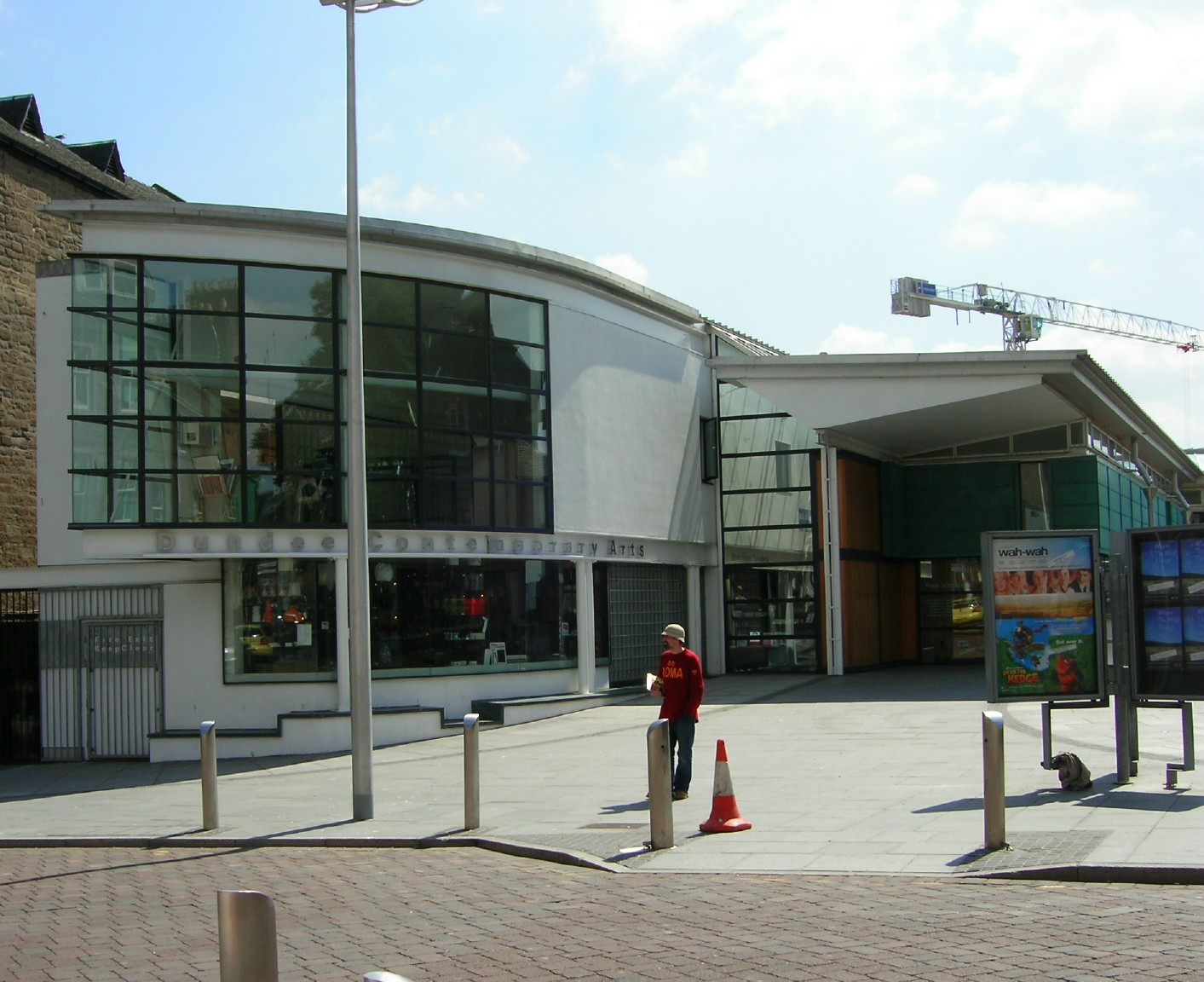
Dundee Contemporary Arts

Das Dundee Contemporary Arts (abgekürzt DCA) ist ein Museum für zeitgenössische Kunst im schottischen Dundee. Das DCA wurde 1999 eröffnet und beherbergt neben Räumen für Wechselausstellungen unter anderem zwei Kinos und das Visual Research Centre der University of Dundee. Das DCA gilt als einer der gelungensten Museumsneubauten der 1990er Jahre in Großbritannien.

## Geschichte
Die Idee zu einem Zentrum für Kunstausstellungen, das aktuelle Positionen der Kunst mit kreativen Angeboten für die Bewohner von Dundee verbindet und den Absolventen des örtlichen Duncan of Jordanstone College of Art and Design (heute eine Fakultät der University of Dundee) einen ersten außeruniversitären Ausstellungsraum bietet, wurde in Dundee schon seit Mitte der 1980er Jahre diskutiert.
Mitte der 1990er-Jahre gingen das City Council von Dundee, die University of Dundee und das neugegründete Unternehmen „Dundee Contemporary Arts“ eine Partnerschaft ein, um die Pläne in die Tat umzusetzen. 1995 erwarb das City Council ein Grundstück mit einer halbverfallenen Garage und einer Backsteinlagerhalle nahe der Universität und des Dundee Repertory Theatre. Der vorgesehene Bauplatz war sehr schmal und wies einen Höhenunterschied von 8 m auf.
Einen Architektenwettbewerb zum Neubau des DCA gewann 1996 der britische Architekt Richard Murphy. Bedingung des Wettbewerbs war die Erhaltung der Backsteinlagerhalle, wobei Raum für eine große und eine kleine Galerie für Wechselausstellungen, zwei Kinos mit insgesamt 300 Plätzen, eine Grafikwerkstatt, ein Café, ein Informationszentrum sowie für das Visual Research Centre der Universität geschaffen werden sollte. Neben den Verwaltungsräumen für das DCA selbst und Wohnräumen für gastierende Künstler sollte der Gebäudekomplex auch die Verwaltung der Abteilung für Kunst und Denkmalpflege des Dundee City Council aufnehmen. Der Rohbau mit einer Nutzfläche von gut 5.000 m² wurde von Juli 1996 bis März 1998 erbaut, und im März 1999 offiziell eröffnet. Der Bau kostete 6,1 Mio. £, wovon 5,4 Mio. £ aus Mitteln des National Lottery Fund getragen wurden, welche das Scottish Arts Council bewilligte.